# Jezioro Kościelne (Pojezierze Zachodniosuwalskie)
Kościelne – płytkie przepływowe jezioro rynnowe położone od południowo-wschodniej strony miejscowości Przerośl, w województwie podlaskim, w powiecie suwalskim, w gminie Przerośl.

## Nazwa
Nazwę jezioro czerpie od położonego na wysokim brzegu kościoła parafialnego w Przerośli. Dawniej jezioro było zwane też "Przeroślą".

## Morfometria
Jezioro obejmuje obszar 55,16 ha. a jego rynna ma długość 2050 m, przy szerokości ok. 200 m rozrastającej się w części północnej do 320 m Lustro wody jest na wysokości 194,4 m n.p.m. Średnia głębokość 3,3 m, a maksymalna 6,6 m..

## Charakterystyka
Jezioro silnie eutroficzne, porośnięte szuwarami (trzciny), muliste. Ze względu na nadbrzeże składające się z kęp drzew liściastych, głównie olch, w niewielkich strumieniach spływających z okolicznych pól znajdują się żeremia bobrów. Wśród ryb dominują karasie. Jezioro nie pełni funkcji turystyczno-rekreacyjnych, jedynie w późnych latach 80. XX wieku utworzono nad nim, w obrębie Przerośli, pomost, trampolinę i niewielkie kąpielisko, które funkcjonowało jedynie przez kilka lat.